# Liste der Statthalter Judas
Die Liste der Statthalter Judas führt die namentlich bekannten Statthalter der babylonischen und ab 538 v. Chr. persischen Provinz Juda oder Jehud auf:
- Gedalja 587–586 v. Chr.
- Scheschbazar ab 538 v. Chr.
- Serubbabel um 515 v. Chr.
- Elnatan um 510 v. Chr. (nicht gesichert)
- Jeho'ezer frühes 5. Jh. v. Chr.
- Ahzai (Achsai I.) um 490 v. Chr.
- Nehemia 445–nach 433 v. Chr.
- Ahzai (Achsai II.) um 420 v. Chr.
- Bagohi (Bagoas) um 403 v. Chr.
- Jeheskijahu um 330 v. Chr.